# Laudabiliter
Laudabiliter foi uma bula papal, alegadamente emitida pelo Papa Adriano IV em 1155, com a finalidade de reconhecer Henrique II de Inglaterra sobre o domínio da Irlanda, que na prática significava uma licença para a invasão normanda da Irlanda. 
Há sérias dúvidas sobre a autenticidade desta bula papal, que são baseadas em dúvidas de que o original do mesmo não existe, apenas cópias disponibilizadas tempos mais tarde, e o fato de o estilo de escrita não corresponde ao das outras bulas papais da época.
Em 1171, com base na bula papal, Henrique II de Inglaterra invadiu a Irlanda, deixando o território sob a soberania britânica.